# Slag bij Wadi al-Khaznadar
De Slag bij Wadi al-Khaznadar of de derde slag bij Homs is een veldslag in een poging van de Mongolen om de Levant te veroveren.

## Achtergrond
Eerdere pogingen om de Levant te veroveren waren mislukt. De zware nederlaag tijdens de Slag bij Ain Jalut in 1260 zinderde nog na. Intussen lagen de kaarten anders. In het Mammelukkensultanaat Caïro was er een interne machtsstrijd aan de gang, een goed moment om het rijk aan te vallen.

## Verloop
Het Mongoolse leger, na een dag marcheren, was uitgeput en de paarden waren onbruikbaar. Het leger van An-Nasir was weinig gemotiveerd en bang. De Mongolen bestookten de Mammelukkers met een pijlenregen. Na vier uur vechten sloegen de mammelukken op de vlucht richting Damascus.

## Vervolg
An-Nasir vluchtte naar Egypte, de Mongolen veroverden Homs en daarna Damascus. Door gebrek aan voedsel voor hun paarden trokken de Mongolen zich terug. In 1303 volgde een nieuwe inval.